# Camí de Cal Cerdà

El Camí de Cal Cerdà, respecte del terme d'Abella de la Conca

El Camí de Cal Cerdà és un camí del terme d'Abella de la Conca, al Pallars Jussà, en territori del poble de Bóixols.
Arrenca del Camí del Tossal poc després de deixar enrere, aquest camí, el gran dipòsit d'aigua existent a ponent del camí. Se'n separa cap al nord-est, supera la Serra de Cal Mestre i el barranc de Fontmil ran de la Font Mil, de Cal Tinyola, i després de travessar el barranc de Cal Cerdà al Clot del Tinyola arriba a Cal Cerdà

## Etimologia
Es tracta d'un topònim romànic modern, de caràcter descriptiu: pren el nom de la masia a la qual mena, Cal Cerdà.